# ガスパン遊び
ガスパン遊びとは、酸素以外のガス類を吸引し、酸欠状態に伴う酩酊状態を楽しむこと。意識喪失、性欲低下、ふらつき、手の震えなどもある。幻覚症状、被害妄想、使用後からガスが抜けると不安にもなる。

## 概要
語源はシンナーを吸引する俗称「アンパン遊び」の「アン」を「ガス」に置き換えたもの。毒物及び劇物取締法の取り締まり強化に伴い、シンナー吸引が下火となった1990年代から、10歳代の若年層を中心に散見されるようになった。20代以上に見られないのは、酩酊状態を楽しむ手段として他のものが採用されるためと考えられる。
用いられるガスはライター充填用のブタンガス、各種スプレーに用いられているプロパンガスなど多様。吸引自体が法律（麻薬及び向精神薬取締法、覚醒剤取締法等）で禁じられていないものの、将来的に麻薬常習者に移行しかねないとして、補導や社会的な啓発活動が行われている（喫煙具店は元より百円均一ショップでも、20歳未満への補充用ボンベ販売は自粛されている）。

## 事故
覚醒剤やシンナーと異なり習慣性は無いが、酸欠状態に伴う脳や身体への影響のほか、爆発事故などの二次的な被害を伴うことが多い。統計は取られていないが、毎年少なからず死傷者が出ているものと考えられている。また度重なる酸欠状態になることで、脳の働きに長期的な影響が出る可能性もある。2007年には使用していたスプレー缶が爆発し、中学生6人が重軽傷を負う事故もあった。